# Arzni
Arzni – wieś w Armenii, w prowincji Kotajk. W 2011 roku liczyła 2422 mieszkańców.